# Gabriel Bortoleto
Gabriel Bortoleto Oliveira (* 14. Oktober 2004 in São Paulo, Brasilien) ist ein brasilianischer Automobilrennfahrer. 2023 gewann er die FIA-Formel-3-Meisterschaft. 2024 gewann er im Team Invicta die FIA-Formel-2-Meisterschaft. Seit 2025 startet er bei Kick Sauber in der Formel 1.

## Karriere
Bortoleto begann im Alter von 8 Jahren in Brasilien mit dem Kartsport. 2020 gab er sein Debüt bei der Italienischen Formel-4-Meisterschaft, welches mit fünf Podestplätzen, darunter einem Rennsieg, sehr erfolgreich war. Im darauffolgenden Jahr startete er bei der Formula Regional European Championship. Er konnte dort an seine Erfolge aus dem Vorjahr nicht anschließen, lediglich beim zweiten Rennen auf dem Red Bull Ring in Spielberg gelang ihm als Zweiter der Sprung auf das Podium.
Am 26. September 2022 wurde bekanntgegeben, dass Bortoleto für Trident Racing in der Formel 3 starten werde. Mit Siegen bei den Rennen in Bahrain bzw. Australien sowie vier zweiten Plätzen sicherte sich Bortoleto die Gesamtwertung vor dem Briten Zak O’Sullivan und dem Esten Paul Aron.
Am 8. Dezember 2024 gewann er die Formel 2, er war nach Charles Leclerc, George Russell und Oscar Piastri der vierte Fahrer, dem es gelang, sowohl die Formel 3 als auch die Formel 2 im ersten Jahr zu gewinnen. Bereits einen Monat zuvor, am 6. November 2024, wurde bekanntgegeben, dass Gabriel Bortoleto ab der Saison 2025 als Teamkollege von Nico Hülkenberg für Sauber in der Formel 1 fahren wird. Sein Debütrennen in der Formel 1, den Großen Preis von Australien, konnte er nach einem Dreher nicht beenden. Beim Großen Preis von Österreich erzielte Bortoleto als Achter seine ersten WM-Punkte in der Formel 1. Es war zugleich das erste Punkteresultat eines brasilianischen Fahrers seit dem zehnten Platz von Felipe Massa beim Großen Preis von Abu Dhabi 2017.

## Statistik

### Karrierestationen
- 2020: Italienische Formel-4-Meisterschaft (Platz 5)
- 2021: Formula Regional European Championship (Platz 15)
- 2022: Formula Regional European Championship (Platz 6)
- 2022: Formula Regional Asian Championship (Platz 14)
- 2023: FIA-Formel-3-Meisterschaft (Meister)
- 2024: FIA-Formel-2-Meisterschaft (Meister)
- 2025: Formel 1

### Statistik in der Formel-1-Weltmeisterschaft
Diese Statistik umfasst alle Teilnahmen des Fahrers an der Formel-1-Weltmeisterschaft.

#### Gesamtübersicht
(Stand: Großer Preis von Ungarn, 3. August 2025)
| Saison | Team                      | Chassis         | Motor                | Rennen | Siege | Zweiter | Dritter | Poles | schn. Rennrunden | Punkte | WM-Pos. |
| ------ | ------------------------- | --------------- | -------------------- | ------ | ----- | ------- | ------- | ----- | ---------------- | ------ | ------- |
| 2025   | Stake F1 Team Kick Sauber | KICK Sauber C45 | Ferrari 1.6 V6 Turbo | 14     | –     | –       | –       | –     | –                | 14     | 17.     |
| Gesamt | Gesamt                    | Gesamt          | Gesamt               | 14     | –     | –       | –       | –     | –                | 14     |         |

#### Einzelergebnisse
| Saison | 1  | 2  | 3  | 4  | 5   | 6  | 7  | 8  | 9  | 10 | 11  | 12 | 13 | 14 | 15 | 16 | 17 | 18 | 19 | 20 | 21 | 22 | 23 | 24 |
| ------ | -- | -- | -- | -- | --- | -- | -- | -- | -- | -- | --- | -- | -- | -- | -- | -- | -- | -- | -- | -- | -- | -- | -- | -- |
| 2025   |    |    |    |    |     |    |    |    |    |    |     |    |    |    |    |    |    |    |    |    |    |    |    |    |
| DNF    | 14 | 19 | 18 | 18 | DNF | 18 | 14 | 12 | 14 | 8  | DNF | 9  | 6  |    |    |    |    |    |    |    |    |    |    |    |

| Legende  | Legende            | Legende                                                          |
| Farbe    | Abkürzung          | Bedeutung                                                        |
| -------- | ------------------ | ---------------------------------------------------------------- |
| Gold     | –                  | Sieg                                                             |
| Silber   | –                  | 2. Platz                                                         |
| Bronze   | –                  | 3. Platz                                                         |
| Grün     | –                  | Platzierung in den Punkten                                       |
| Blau     | –                  | Klassifiziert außerhalb der Punkteränge                          |
| Violett  | DNF                | Rennen nicht beendet (did not finish)                            |
| Violett  | NC                 | nicht klassifiziert (not classified)                             |
| Rot      | DNQ                | nicht qualifiziert (did not qualify)                             |
| Rot      | DNPQ               | in Vorqualifikation gescheitert (did not pre-qualify)            |
| Schwarz  | DSQ                | disqualifiziert (disqualified)                                   |
| Weiß     | DNS                | nicht am Start (did not start)                                   |
| Weiß     | WD                 | zurückgezogen (withdrawn)                                        |
| Hellblau | PO                 | nur am Training teilgenommen (practiced only)                    |
| Hellblau | TD                 | Freitags-Testfahrer (test driver)                                |
| ohne     | DNP                | nicht am Training teilgenommen (did not practice)                |
| ohne     | INJ                | verletzt oder krank (injured)                                    |
| ohne     | EX                 | ausgeschlossen (excluded)                                        |
| ohne     | DNA                | nicht erschienen (did not arrive)                                |
| ohne     | C                  | Rennen abgesagt (cancelled)                                      |
| ohne     | keine WM-Teilnahme |                                                                  |
| sonstige | P/fett             | Pole-Position                                                    |
| sonstige | 1/2/3/4/5/6/7/8    | Punktplatzierung im Sprint-/Qualifikationsrennen                 |
| sonstige | SR/kursiv          | Schnellste Rennrunde                                             |
| sonstige | *                  | nicht im Ziel, aufgrund der zurückgelegten Distanz aber gewertet |
| sonstige | ()                 | Streichresultate                                                 |
| sonstige | unterstrichen      | Führender in der Gesamtwertung                                   |